# 오피스맥스

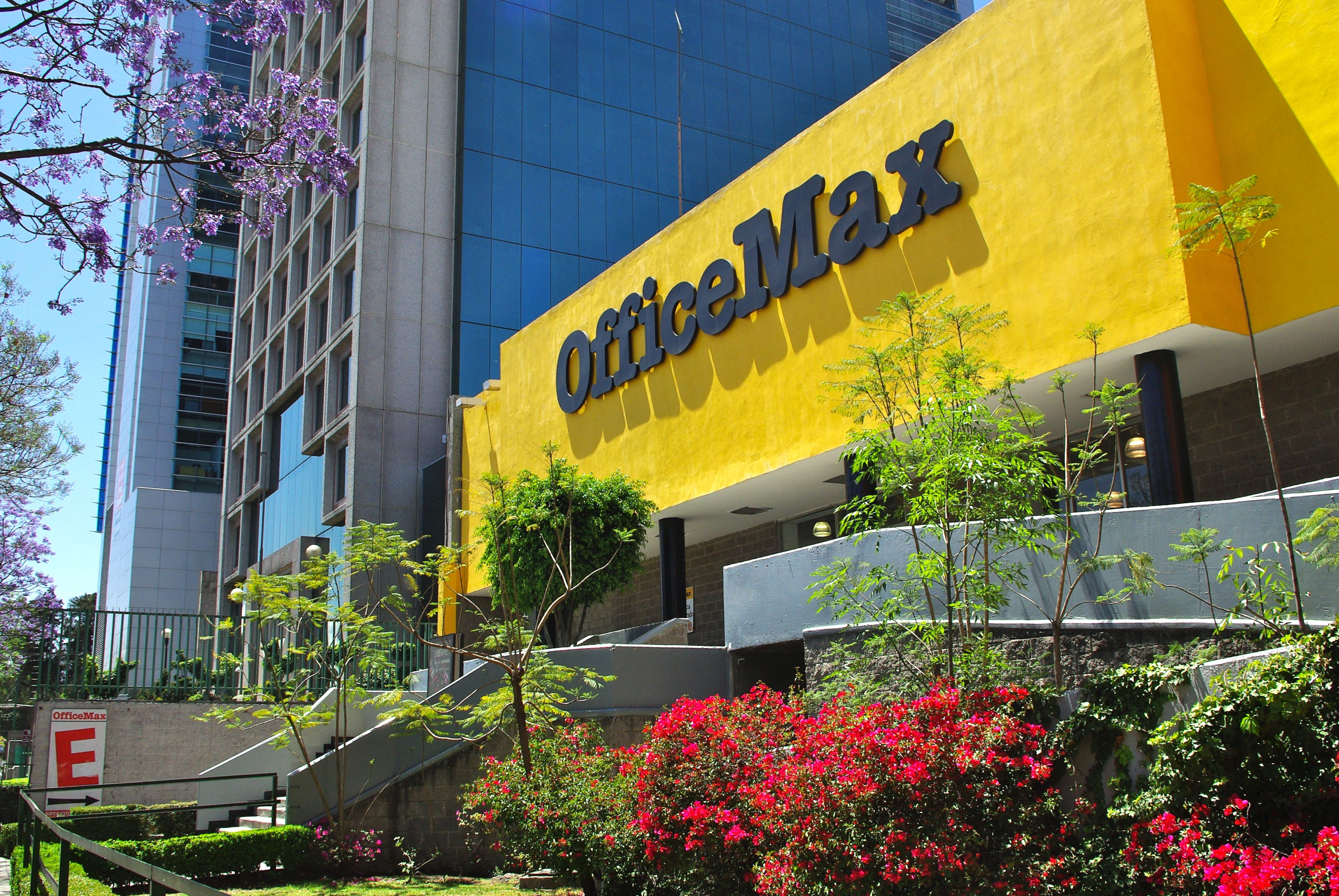
멕시코시티의 오피스맥스

오피스맥스(OfficeMax)는 사무용품을 판매하는 미국의 대형 유통업체이다.

## 역사
오피스맥스는 1988년 4월 1일 Bob Hurwitz와 Michael Feuer에 의해 오하이오주 클리블랜드에 설립되었다.